# Линда-Нойштадт-на-Орле
Линда-Нойштадт-на-Орле (нем. Linda bei Neustadt an der Orla) — община в Германии, в земле Тюрингия. 
Входит в состав района Заале-Орла.  Население составляет 409 человек (на 31 декабря 2010 года). Занимает площадь 16,60 км².